# Вей (Румунія)
Вей (рум. Văi) — село у повіті Алба в Румунії. Входить до складу комуни Лупша.
Село розташоване на відстані 309 км на північний захід від Бухареста, 41 км на північний захід від Алба-Юлії, 56 км на південний захід від Клуж-Напоки.

## Населення
За даними перепису населення 2002 року у селі проживала 151 особа, усі — румуни. Усі жителі села рідною мовою назвали румунську.